# Peter Ekberg Pelz
Peter Ekberg Pelz, född 1946 i Enskede församling i Stockholm, är en svensk vissångare, berättare och föreläsare.  

## Biografi
Peter Ekberg Pelz föddes i Hammarbyhöjden. Han beskriver i en intervju i Lira att det var först vid 30 års ålder som musiken blev sysselsättningen på heltid.
Peter Ekberg Pelz har genom åren blivit mest uppmärksammad som Bellmantolkare. Stockholms Stadsmusikanter var hans lilla ensemble från företrädesvis Stadens Filharmoniska orkestrar. Första Bellmanskivan kom 1986 utgiven av Proprius och spelades in 1985 på Stockholms konserthus stora scen. Peter Ekberg Pelz har spelat Bellman i Lars Forssells Haren och vråken.

### Samarbeten
I samband med att Peter Ekberg Pelz gav ut sin första skiva 1986 inledde han ett samarbete med konstnären Peter Dahl. Under 15 års tid sjöng han Bellman till Peter Dahls Carl Michael Bellman-litografier, på turnéer i Sverige och Europa.
Peter Ekberg Pelz har genom åren framför allt i Bellmansammanhang, samarbetat med författare som Ernst Brunner, grupper som Freskkvartetten, Mynta, Samis Underhållningsorkester, Sophisticated Ladies, Stockholms Salongsorkester, Stockholms Sinfonietta, Stockholm Stadsmusikanter, Stråkkapellet och Yggdrasilskvartetten, enskilda musiker som Carl-Johan Westfelt, Jan Levander, Martin Östergren, Mats Klingström, Mirjam Pfeiffer, Simon Stålspets, Ulf G Åhslund och Walther Årlind, samt med skådespelare som Kim Anderzon, Görel Crona med flera.

## Produktioner

### Diskografi (urval)
- 1986 - Är jag född så vill jag leva. Proprius[4]
- 1990 - Peter Ekberg Pelz - Fredmans Statsband - Tolkar Bellman - Är jag född så vill jag leva, del 2 "Skjut skruven in..."[5]
- 1997 - Bellman Box Musica Svecia / Proprius[2]
- 2021 - ”Himmel du andas” - Döden Ger Liv[4]
- 2022 - ”Allting har sin tid” - Döden Ger Liv[4]
- 2022 - ”Allt förvandlas” och - Döden Ger Liv[4]
- 2022 - ”Dom dyrbaraste gåvor” - Döden Ger Liv[4]

### Film, TV & radio (urval)
- Ester - om John Bauers hustru (1986)[6]
- Svenska romantikens diktare. Del 4-7 Stockholm: UR Svensk Distr. 1997 Prod. 1989-1990. Roll: Love Almqvist[7]
- SR P2 1986-09-20[7]
- SR P1 1986-05-25 Lunchkonsert[7]
- SR P2 1987-02-09 Peter Ekberg Pelz sjunger Bellman[7]
- SR P1 1990-07-17 Kulturnytt[7]